# آنا گلازکووا
آنا گلازکووا (انگلیسی: Anna Glazkova؛ زادهٔ ۲۹ ژوئیهٔ ۱۹۸۱) ژیمناست ریتمیک اهل بلاروس است.
وی در مسابقات کشوری و بین‌المللی در مجموع برندهٔ ۱ مدال طلا، ۵ مدال نقره، ۲ مدال برنز شده‌است.